# The St. Petersburg Times
The St. Petersburg Times foi um jornal semanal publicado em São Petersburgo, Rússia. Serviu à comunidade expatriada, turistas e russos interessados em uma perspectiva internacional sobre assuntos locais e mundiais. A publicação começou em maio de 1993, e foi suspensa em 24 de dezembro de 2014. A equipe editorial explicou no Twitter que a situação estava ligada à crise económica na Rússia e ao atual ambiente legislativo.
O jornal, e sua coirmã The Moscow Times, que continua a ser publicado, foram publicados pela finlandesa Sanoma Oyj, editor da Helsingin Sanomat em Helsínquia.

## História
O jornal foi fundado pelo escritor neozelandês Lloyd Donaldson (7 de novembro de 1963 - 26 de junho de 2010) e pelo empresário russo Gregory Kunis (nascido em 29 de maio de 1967). Em 1992, eles fundaram a editora Cornerstone. Em maio de 1993, a editora lançou a primeira edição do jornal The St. Petersburg Press. O jornal adotou seu nome posterior em 1996, quando foi vendido para a empresa Sanoma.
O jornal suspendeu temporariamente a publicação após dezembro de 2014 devido ao agravamento das condições económicas na Rússia e os funcionários receberam licença remunerada em janeiro de 2015. O último editor, Simon Patterson, disse que o site continuaria em funcionamento. O site ficou ativo até março de 2015, após o qual foi substituído pelo The Moscow Times.